# Tom Masland
Thomas Wootton Masland (* 1950 in Winston-Salem, North Carolina; † 27. Oktober 2005 in New York City) war ein US-amerikanischer Journalist und Pulitzer-Preisträger, zuletzt war er Chefredakteur der Zeitschrift Newsweek.
Tom Masland arbeitete u. a. als Auslandskorrespondent für The Philadelphia Inquirer und die Chicago Tribune.
Er erlag den massiven Kopfverletzungen, die er sich am 24. Oktober zugezogen hatte, als er beim Überqueren einer Straße in Manhattan (NYC) von einem Geländewagen angefahren wurde, und hinterließ seine Frau und drei Söhne.